# 筋肉内注射

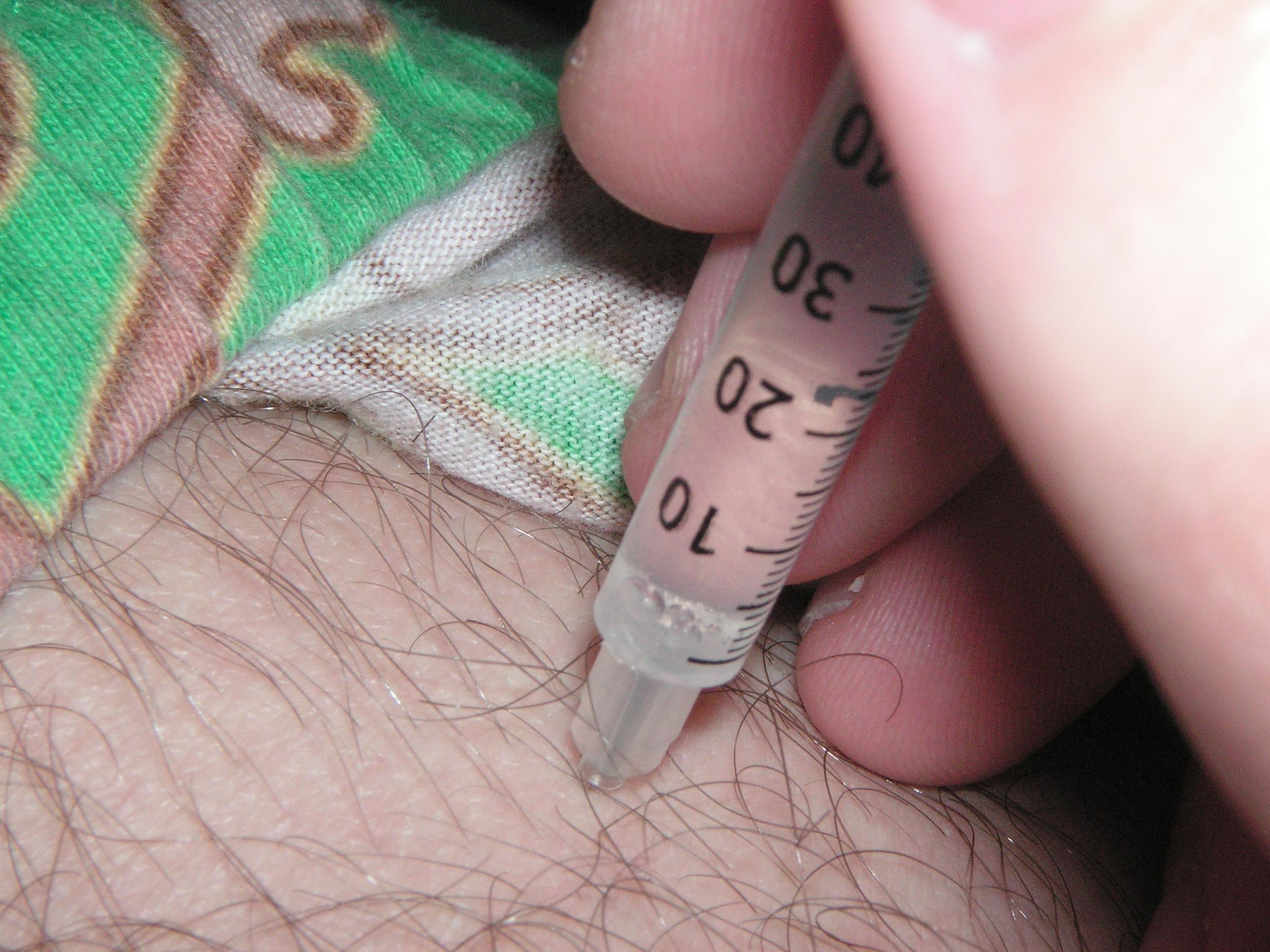
足への筋肉内注射

筋肉内注射（きんにくないちゅうしゃ、英語: Intramuscular injection, also IM or im injection）とは医薬品を直接筋肉に注射することをいう。 医薬品の投与方法の一つである。一般的には筋肉注射または筋注と呼ばれる。

## 特徴
筋肉内注射（筋注）部位は、日本では年齢にかかわらず、上腕伸側（外側）の三角筋で橈骨神経に当たらない部位や、臀筋後部又は前部を推奨されている。米国小児科学会、米国ACIPの勧告などによれば、新生児、乳幼児では、臀部よりも大腿前面中央やや外側が適しているとしている。
皮膚表面からもっとも深いところにある筋肉に薬物を注入する注射であり、皮膚に直角または直角に近い角度で穿刺する。そのため、患者にとっては心理的恐怖感が強く、痛いイメージがあるとされる。筋注は硬結や無菌性筋肉壊死、神経障害を起こすので、診療所における薬剤投与では必要性を十分に確認すること、とされている。
静脈内注射では投与できない薬、つまり血管内に入れると障害を起こすような作用の強い薬剤（油性や懸濁性の薬剤）、皮下注射では投与できない多量の薬液（おおむね5 mLまで）を注射することができる。
「不活化ワクチンの接種経路は筋肉注射」が諸外国では原則であるが、小児に対する不適切な筋注で1970年代に大腿四頭筋拘縮症が約3,600人報告されたため、日本では小児においては皮下注射が主流となった。高齢者に対して高頻度に接種するインフルエンザワクチンの接種経路も、添付文書では皮下注射となっている。

## 使用例
筋肉内注射で使用される処方箋医薬品の例は以下の通り。
- ハロペリドール
- クロルプロマジン
- ロラゼパム
- コデイン
- モルヒネ
- メトトレキサート
- メトクロプラミド
- オランザピン
- ストレプトマイシン
- ジアゼパム
- プレドニゾン
- ペニシリン
- en:Interferon beta 1a
- 性ホルモン（テストステロン、ヒト絨毛性性腺刺激ホルモン）
- ジメルカプロール
- ケタミン
- en:Leuprorelin
- ナロキソン
- キニーネ
- シアノコバラミン（ビタミンB12）
- リスペリドン（リスパダール・コンスタ）
- パリペリドン（ゼプリオン）

ワクチン（予防接種）は、海外においては、生ワクチンを除いて原則筋肉内接種で行われている。ワクチンの種類にもよるが、皮下注射よりも筋肉注射のほうが免疫がつきやすく局所の副作用も小さいという報告がある。

海外では筋肉注射されているワクチンの多くが日本では皮下接種されているが、筋肉内接種されるワクチンは、
- ヒトパピローマウイルスワクチン
- 狂犬病ワクチン
- 髄膜炎菌ワクチン
- COVID-19ワクチン[7]

日本で筋肉内接種または皮下接種のワクチンは、
- A型肝炎ワクチン
- B型肝炎ワクチン
- 23価肺炎球菌多糖体ワクチン
- 破傷風トキソイドワクチン